# Paul W. Downs
Paul W. Downs (New Jersey, 21 novembre 1982) è un attore, sceneggiatore e regista statunitense.
È co-creatore, co-showrunner e protagonista dell'acclamata serie Hacks di HBO Max, per la quale ha ricevuto, tra gli altri, un Primetime Emmy, un Golden Globe e un Peabody Award. Downs ha attirato l'attenzione per la prima volta per il suo ruolo nella serie Broad City di Comedy Central, andata in onda per cinque stagioni e per la quale è stato anche sceneggiatore, regista e produttore esecutivo.

## Vita privata
Cresciuto nel Sussex, nel New Jersey, Downs ha frequentato la Pingry School. Downs ha studiato teatro all'Università Duke dove ha fatto improvvisazione come membro della Duke University Improv (DUI). Vive a Los Angeles con Aniello, sua moglie e collega.

## Doppiatori italiani
- Daniele Giuliani in Crazy Night - Festa col morto, Hacks
- Alessandro Campaiola in Broad City
- Gabriele Lopez in Tale padre
- Mirko Cannella in Little America
- Oliviero Cappellini in How It Ends